# El dormilega
El dormilega (títol original en anglès: Sleeper) és una pel·lícula de comèdia de ciència-ficció nord-americana de 1973 dirigida i protagonitzada per Woody Allen, que la va escriure conjuntament amb Marshall Brickman.
Parodiant un futur distòpic dels Estats Units el 2173, la pel·lícula implica les desventures del propietari d'una botiga d'aliments naturals que es congela criogènicament l'any 1973 i es descongela 200 anys després en un estat policial ineptament dirigit. La política contemporània i la cultura pop són satiritzades al llarg de la pel·lícula, que inclou homenatges a la comèdia clàssica de Buster Keaton, Harold Lloyd i Charlie Chaplin. Molts elements d'obres notables de ciència-ficció també són homenatjats o parodiats.

## Sinopsi
L'any 2173, Miles Monroe (Woody Allen), un home congelat criogènicament 200 anys abans, torna a la vida gràcies a científics pertanyents a un moviment revolucionari. De fet, Monroe, sense una identitat biomètrica, és el candidat ideal per infiltrar-se en el "Projecte Aries" del govern dictatorial vigent. Arriscant-se a ser arrestat, fuig disfressant-se de robot i aterra a casa de Luna Schlosser (Diane Keaton), una burgesa socialista utòpica.